# Santiago Biglieri
Santiago Biglieri (Posadas, Provincia de Misiones, Argentina, 11 de febrero de 1986) es un exfutbolista argentino. Jugaba como delantero y su primer equipo fue Lanús. Su último equipo fue el Defensores de Belgrano de Villa Ramallo del Torneo Federal A.

## Trayectoria
Debutó en Primera División en Lanús, el 30 de noviembre de 2003 en la victoria ante River Plate por 2-0 en el Torneo Apertura bajo la dirección técnica de Miguel Brindisi.
Luego, en el 2007 quedó campeón del Apertura. Para la temporada del 2010 fue prestado a Emelec, donde fue subcampeón de Ecuador.
En 2011 firma para Rosario Central de Argentina por 6 meses sin cargo y con opción de compra.
Pero tras no ascender a Primera División con el cuadro rosarino, emigra a Instituto de Córdoba para la temporada 2012-2013, donde debido a los magros resultados decide marcharse a Sud América de la Primera División de Uruguay.

## Clubes
| Club                        | País           | Año       | PJ  | G  |
| --------------------------- | -------------- | --------- | --- | -- |
| Lanús                       | Argentina      | 2003-2009 | 120 | 15 |
| Emelec                      | Ecuador        | 2010      | 47  | 4  |
| Rosario Central             | Argentina      | 2011-2012 | 40  | 6  |
| Instituto de Córdoba        | Argentina      | 2012-2013 | 20  | 0  |
| Sud América                 | Uruguay        | 2013-2014 | 17  | 2  |
| Portland Timbers II         | Estados Unidos | 2015      | 11  | 0  |
| Colón de Santa Fe           | Argentina      | 2016      | 1   | 0  |
| Progresista Guerrico        | Argentina      | 2017-2018 | 10  | 6  |
| Defensores de Belgrano (VR) | Argentina      | 2018-2019 | 0   | 0  |

### Estadísticas
- Actualizado el 30 de junio de 2016

| Lanús Argentina | 2003/04             | 1.ª                 | 1   | 0  | - | - | -  | - | - | -  | 1   | 0  |
| Lanús Argentina | 2004/05             | 1.ª                 | 9   | 2  | - | - | -  | - | - | -  | 9   | 2  |
| Lanús Argentina | 2005/06             | 1.ª                 | 17  | 3  | - | - | -  | - | - | -  | 17  | 3  |
| Lanús Argentina | 2006/07             | 1.ª                 | 20  | 3  | - | - | 5  | 0 | - | -  | 25  | 3  |
| Lanús Argentina | 2007/08             | 1.ª                 | 21  | 1  | - | - | 8  | 1 | - | -  | 29  | 2  |
| Lanús Argentina | 2008/09             | 1.ª                 | 18  | 2  | - | - | 5  | 1 | - | -  | 23  | 3  |
| Lanús Argentina | 2009                | 1.ª                 | 13  | 2  | - | - | 3  | 0 | - | -  | 16  | 2  |
| Lanús Argentina | Total               | Total               | 99  | 13 | - | - | 21 | 2 | - | -  | 120 | 15 |
| Emelec · Ecuador | 2010                | 1.ª                 | 35  | 4  | - | - | 12 | 0 | - | -  | 47  | 4  |
| Emelec · Ecuador | Total               | Total               | 35  | 4  | - | - | 12 | 0 | - | -  | 47  | 4  |
| Central Argentina |                     |                     |     |    |   |   |    |   |   |    |     |    |
| 2010/11 | 2.ª                 | 7                   | 1   | -  | - | - | -  | - | - | 7  | 1   |    |
| 2011/12 | 2.ª                 | 29                  | 5   | 2  | 0 | - | -  | 2 | 0 | 33 | 5   |    |
| Total | Total               | 36                  | 6   | 2  | 0 | - | -  | 2 | 0 | 40 | 6   |    |
| Instituto (C) Argentina |                     |                     |     |    |   |   |    |   |   |    |     |    |
| 2012/13 | 2.ª                 | 19                  | 0   | 1  | 0 | - | -  | - | - | 20 | 0   |    |
| Total | Total               | 19                  | 0   | 1  | 0 | - | -  | - | - | 20 | 0   |    |
| Sud América · Uruguay |                     |                     |     |    |   |   |    |   |   |    |     |    |
| 2013/14 | 1.ª                 | 17                  | 2   | -  | - | - | -  | - | - | 17 | 2   |    |
| Total | Total               | 17                  | 2   | -  | - | - | -  | - | - | 17 | 2   |    |
| Timbers II Estados Unidos |                     |                     |     |    |   |   |    |   |   |    |     |    |
| 2015 | 3.ª                 | 11                  | 0   | -  | - | - | -  | - | - | 11 | 0   |    |
| Total | Total               | 11                  | 0   | -  | - | - | -  | - | - | 11 | 0   |    |
| Colón Argentina | 2016                | 1.ª                 | 1   | 0  | - | - | -  | - | - | -  | 1   | 0  |
| Colón Argentina | Total               | Total               | 1   | 0  | - | - | -  | - | - | -  | 1   | 0  |
| Total en su carrera | Total en su carrera | Total en su carrera | 218 | 25 | 3 | 0 | 33 | 2 | 2 | 0  | 256 | 27 |
| (1)Incluye Copa Italia y Copa Argentina. (2)Incluye Copa Libertadores, Copa Sudamericana, Recopa Sudamericana y Mundial de Clubes. (3)Incluye Promoción, liguilla Pre-Sudamericana. |                     |                     |     |    |   |   |    |   |   |    |     |    |

## Palmarés

### Campeonatos nacionales
| Título           | Club  | País      | Año    |
| ---------------- | ----- | --------- | ------ |
| Primera División | Lanús | Argentina | 2007-A |